# François et Martine Bruce
Pour les articles homonymes, voir Bruce.
François Bruce et Martine Bruce (nés Brochet) sont des écrivains français. Ce sont les enfants de Jean Bruce (Brochet). François est le fils d'un premier mariage de l'écrivain, et Martine est la fille de Jean et Josette Bruce (Josépha Pyrzbil). Tous deux sont nés en 1947, à six mois d'écart.

## Biographie
En 1985, à la suite d'une procédure contre Josette Bruce pour atteinte à leurs droits patrimoniaux et moraux auprès du TGI de Paris, ils ont repris la série OSS 117 créée par leur père. En 1987, avec l'aide d'auteurs anonymes, sort le premier livre de : Les Nouvelles Aventures d'OSS 117, aux éditions des Presses de la Cité, puis du Fleuve noir.
Ils font évoluer légèrement l'univers de Hubert Bonisseur de La Bath qui, par exemple, change de patrons. Les auteurs aiment bien parsemer le texte de références littéraires.
Martine Bruce affirme en 2021 avoir rédigé seulement « six romans de la série, [et que] d’autres ont été rédigés par des nègres ».